# Lijst van plaatsen die onder communistisch bewind een andere naam kregen
Sinds de Russische Revolutie van 1917 hebben veel plaatsen van de communistische machthebbers een nieuwe naam gekregen, meestal om een hoge partijfunctionaris te eren. Veel van deze plaatsen hebben maar kort een andere naam gehad: met de dood van Stalin werden de aan hem opgedragen veranderingen alweer teruggedraaid. Sinds de val van het communisme begin jaren 90 volgden de meeste andere namen. Veel steden zijn, zeker in Rusland, nog steeds bekender onder hun sovjetnaam dan onder hun "nieuwe" naam. In enkele gevallen (Volgograd) keerde niet de oude naam terug, maar kwam er een geheel nieuwe.

## Per land
Onderstaande steden zijn voor kortere of langere tijd omgedoopt geweest, of dragen nog steeds een "communistische" naam. Ze zijn vermeld onder het land waarin ze tegenwoordig liggen. Cursief staan de namen die niet zijn terugveranderd. 

### Afghanistan
- Jalalabad - van september tot december 1979: ? [naar aanleiding van de dood van majoor Seyyed Daoud Taroon, adjudant van president Nur Muhammad Taraki ]

### Albanië
- Kuçovë - van 1950 tot 1990: Qytet Stalin

### Armenië
- Gjoemri - van 1924 tot 1990: Leninakan
- Vanadzor - tot  1935 Karaklis, van 1935 tot 1992: Kirovakan

### Azerbeidzjan
- Gəncə - van 1804 tot 1918: Jelisavetpol, van 1935 tot 1989 Kirovabad

### Bosnië en Herzegovina
- Drvar - van 1981: Titov Drvar

### Bulgarije
- Blagoëvgrad - tot 1950: Gorna Dzjoemaja
- Doepnitsa - van 1948 tot 1992: Stanke Dimitrov
- Gotse Deltsjev - tot 1950: Nevrokop
- Montana - tot 1890: Ferdinand. Van 1945 tot 1993: Michajlovgrad
- Sjoemen - van 1950 tot 1965: Kolarovgrad
- Varna - van 1949 tot 1956: Stalin

### Duitsland
- Chemnitz - van 1953 tot 1990 Karl-Marx-Stadt
- Guben - van 1961 tot 1990 Wilhelm-Pieck-Stadt Guben

### Estland
- Kuressaare - van 1952 tot 1989: Kingissepa

### Kazachstan
- Aqtaw - van 1964 tot 1992: Sjevtsjenko
- Ridder - van 1941 tot 2002: Leninogorsk

### Kirgizië
- Bisjkek - van 1926 tot 1991: Froenze

### Kroatië
- Korenica - voorheen: Titova Korenica
- Ploče  - van 1950 tot 1954 en van 1980 tot 1990: Kardeljevo

### Litouwen
- Marijampolė - van 1955 tot 1991: Kapsukas

### Montenegro
- Podgorica - van 1946 tot 1992: Titograd

### Noord-Macedonië
- Veles - voorheen: Titov Veles

### Oekraïne
- Donetsk - tot 1924 Joezovka en van 1924 ror 1961: Stalino
- Loehansk - van 1935 tot 1958 en van 1970 tot 1990: Vorosjilovgrad
- Marioepol - van 1948 tot 1989: Zjdanov
- Zjovkva - van 1951 tot 1992: Nesterov
- Dnipro - tot 1926: Jekaterinoslav, 1926 tot 2016: Dnjepropetrovsk.

### Polen
- Katowice - van 1953 tot 1956: Stalinogród

### Roemenië
- Brașov - van 1950 tot 1960: Oraşul Stalin
- Onești - van 1956 tot 1996: Gheorghe Gheorghiu-Dej

### Rusland
- Artjomovski - tot 1938: (gedeeltelijk) Jegorsjino
- Belogorsk (oblast Amoer) - tot 1926 Aleksandrovskoje, van 1926 tot 1931 Aleksandrovka, van 1931 tot 1935 Krasnopartizansk, van 1935 tot 1957 Koejbysjevka-Vostotsjnaja
- Dzjerzjinsk aan de Oka -  tot 1929: Rastjapino
- Engels - tot 1924: Pokrovsk
- Gagarin - tot 1968: Gzjatsk
- Izjevsk - van 1985 tot 1991: Oestinov
- Kingisepp - tot 1922: Jamboerg
- Jekaterinenburg - van 1926 tot 1991: Sverdlovsk (de oblast Sverdlovsk is zo blijven heten)
- Joezjno-Sachalinsk - tot 1946: Toyohara (tot 1905: Vladimirovka)
- Kaliningrad - tot 1946: Koningsbergen
- Krasnodar - tot 1920: Jekaterinodar
- Kingisepp - tot 1922: Jamburg
- Kirov - tot 1934: Vjatka
- Kirovgrad - tot 1932: Kalataj, van 1932 tot 1936: Kalata
- Nizjni Novgorod - van 1932 tot 1991: Gorki
- Novokoeznetsk - tot 1931: Koeznetsk, van 1932 tot 1957: Stalinsk
- Oeljanovsk - tot 1924: Simbirsk
- Oessoeriejsk - van 1935 tot 1957: Vorosjilov
- Orenburg - van 1938 tot 1957: Tsjkalovsk
- Perm - van 1940 tot 1958: Molotov
- Rybinsk - van 1984 tot 1989: Andropov
- Samara - van 1925 tot 1990: Koejbysjev
- Sergiev Posad - van 1930 tot 1991: Zagorsk
- Serov - tot 1934: Nadezjdinsk, van 1934 tot 1937: Kabakovsk, van 1937 tot 1939: Nadezjdinskom
- Sint-Petersburg - van 1914 tot 1924: Petrograd, van 1924 tot 1991: Leningrad (de oblast Leningrad is zo blijven heten)
- Toljatti - tot 1964: Stavropol (aan de Wolga)
- Tver - van 1924 tot 1992: Kalinin
- Vladikavkaz - van 1932 tot 1990: Ordzjonkidze
- Wolgograd - tot 1925: Tsaritsyn, van 1925 tot 1961: Stalingrad

### Servië
- Kosovska Mitrovica - van 1981 tot 1989 (?) Titova Mitrovica
- Užice - van 1946 tot 1992: Titovo Užice
- Vrbas - voorheen: Titov Vrbas
- Zrenjanin - tot 1935: Veliki Bečkerek, van 1935 tot 1946: Petrovgrad

### Slovenië
- Velenje - van 1981 tot 1991 Titovo Velenje

### Slowakije
- Hurbanovo - tot 1948: Stará Ďala

### Tadzjikistan
- Chodzjand - van 1936 tot 1992: Leninabad
- Doesjanbe - van 1929 tot 1961: Stalinabad

### Tsjechië
- Zlín - van 1950 tot 1990: Gottwaldov

### Turkmenistan
- Asjchabad - van 1919 tot 1927: Poltoratsk

### Vietnam
- Ho Chi Minhstad - tot 1975: Saigon

### Oost-Pruisen
In het voormalige Oost-Pruisen, dat in 1945 onderdeel van de Sovjet-Unie, en in 1991 onderdeel van Rusland werd, kregen alle plaatsen een geheel nieuwe naam, die ze tot op heden hebben behouden:
- Kaliningrad - tot 1946: Koningsbergen (Königsberg)
- Sovjetsk (oblast Kaliningrad) - tot 1946: Tilsit

etc.

## Steden met een nieuwe naam
Er zijn ook enkele steden die onder de communisten werden gesticht en naderhand een andere naam kregen (deze kregen dus geen oude naam terug, maar hiervoor werd een geheel nieuwe naam bedacht):

### Duitsland
- Eisenhüttenstadt - van 1953 tot 1961: Stalinstadt

### Hongarije
- Dunaújváros - van 1950 tot 1961 Sztálinváros